# 广东湖泊
中国广东省的湖泊多为人工湖泊，少有天然湖泊。天然湖泊主要有惠州西湖、肇庆星湖、湛江湖光岩。人工湖泊主要是水库，全省最大的水库是新丰江水库，还有枫树坝水库、鹤地水库、南水水库、长潭水库、白盘珠水库、流溪河水库、天堂山水库等。